# NGC 2232

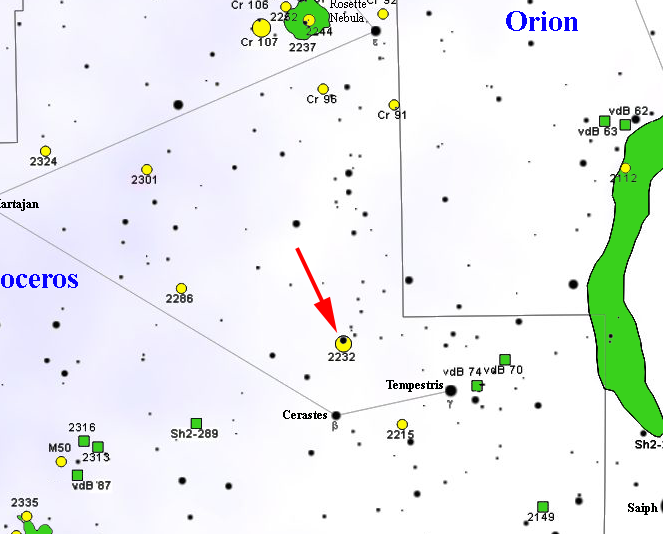
Bản đồ hiển thị vị trí của NGC 2232

NGC 2232 là một cụm sao mở sáng trong chòm sao Kỳ Lân tập trung vào ngôi sao 10 Monocerotis đã. Nó bao gồm khoảng 20 sao.